# Bahnhof Meilen
Der Bahnhof Meilen ist ein Bestandteil der 1893 eröffneten Rechtsufrigen Zürichseebahn. Durch die Inbetriebnahme der Wetzikon-Meilen-Bahn im Jahr 1903 wurde er zu einem Berührungsbahnhof. 1931 wurde er für die vorgenannte Schmalspurbahn zu einem Kopfbahnhof, da der Streckenabschnitt zur Schifflände aufgehoben worden war. Am 13. Mai 1950 fuhr die WMB das letzte Mal.

## Aufnahmegebäude

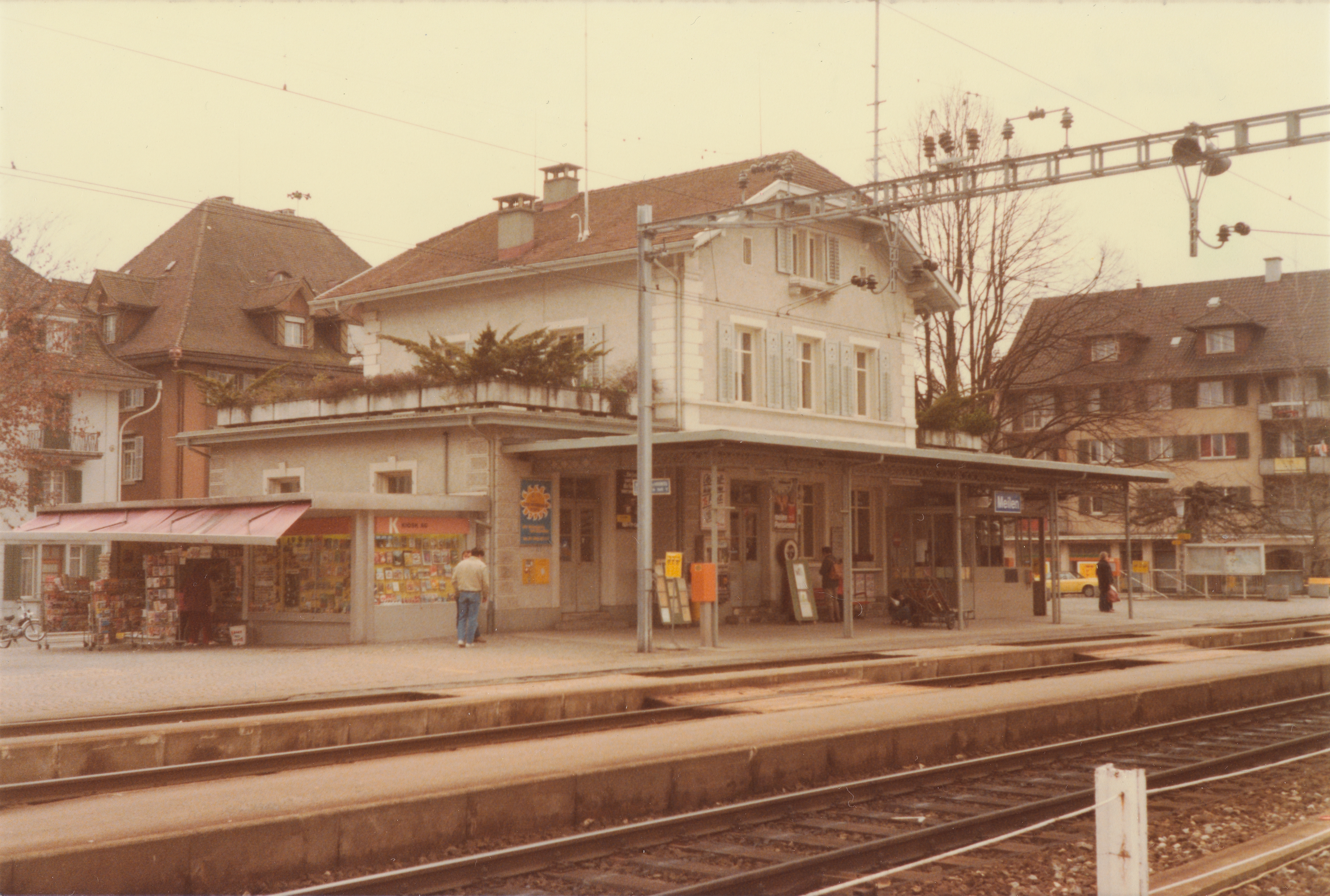
Bahnseite (1981)

Das Aufnahmegebäude wurde nach den Plänen von G. Wülfke erbaut, welche er am 5. November 1891 vorlegte. Diese Pläne sahen vier Typen von Aufnahmegebäuden für die rechtsufrige Zürichseebahn vor und wurden am 27. Januar 1892 vom Oberingenieur R. Mosser akzeptiert. Neben dem Bahnhof Meilen erhielten noch die Bahnhöfe Küsnacht ZH, Männedorf und Stäfa das Stationshaus der Klasse 3a. Es handelt sich hierbei um das weitverbreitete Baukörperschema, das aus einem mehrstöckigen Mittelbau mit beidseitigem niedrigem Anbau besteht.

## Bahnbetrieb
Am Bahnhof halten alle Züge, sowohl die S6 und S7 der Zürcher S-Bahn, wie auch die S20 die als Verstärker in der Hauptverkehrszeit zwischen Stäfa und Zürich Hardbrücke verkehrt. Der Bahnhof Meilen besitzt eine eigene Rangiergruppe der SBB Cargo AG, die die Anschlussgeleise der Midor bedienen, aber auch für die restlichen – noch für den Güterverkehr offenen – Bahnhöfe von Zürich Stadelhofen bis Rapperswil zuständig sind. In Meilen ist ein funkferngesteuerter Tm IV (bzw. zu einem Tm 232 umgebaut) fest stationiert.